# Widerstand im KZ Buchenwald
Der Widerstand im KZ Buchenwald waren die vielfältigen Aktionen von Häftlingen des Konzentrationslagers Buchenwald gegen die Maßnahmen des Nationalsozialismus zur Unterdrückung und Ermordung der Häftlinge bis hin zur Übernahme der Lagerleitung im April 1945. Er war Bestandteil des Widerstands gegen den Nationalsozialismus.

## Formen des Widerstands
In den Konzentrationslagern übertrug die SS die interne Organisation sogenannten Funktionshäftlingen. Sowohl die Kommunisten als auch kriminelle Häftlinge versuchten in Buchenwald wie auch anderswo mit aller Macht, die „Selbstverwaltung“ durch „Funktionshäftlinge“ zu übernehmen. Das führte zu harten Konflikten insbesondere zwischen politischen Gefangenen und Kriminellen. In Buchenwald schreckten beide Seiten selbst vor gegenseitigen Denunziationen und Morden nicht zurück. Nach Errichtung des Lagers waren diese Aufgaben zunächst kriminellen Häftlingen zugewiesen worden. Ab 1939 gelang es den politischen Häftlingen, hauptsächlich Kommunisten, schrittweise die von der SS bevorzugten Kriminellen aus diesen Funktionen zu verdrängen. Bis zur Befreiung übernahmen politische Häftlinge wichtige Posten unter den Funktionshäftlingen. Eine erste, grundlegende Darstellung über die Selbstverwaltung und den Widerstand in den Konzentrationslagern der SS verfasst 1960 H. G. Adler.
Seit Abschluss des deutsch-sowjetischen Nichtangriffspaktes schien der ideologische Gegensatz zeitweise aufgehoben und die SS wusste, dass Kommunisten Menschen organisieren konnten. Außerdem waren die kommunistischen Parteien international vernetzt, was aus Sicht der Lagerleitung wichtig war, weil seit Beginn des Zweiten Weltkrieges in Buchenwald Häftlinge aus ganz Europa interniert waren. Mit dem Überfall auf die Sowjetunion verloren die kommunistischen Häftlinge zunächst ihre Stellung, doch gelang es ihnen, diese Positionen später wieder zu erobern. Die kommunistischen Kapos achteten darauf, dass Funktionsstellen mit Häftlingen aus allen Ländern besetzt waren, um den Zusammenhalt im Lager zu stärken. Außerdem arbeiteten sie nicht nur mit Mitgliedern ihrer eigenen Partei, sondern auch mit Sozialdemokraten und mit bürgerlichen Politikern zusammen und setzten so die Volksfrontpolitik der Kommunistische Internationale (Komintern) seit 1937 um.
Der Handlungsspielraum der „Roten Kapos“ war naturgemäß gering. Stets waren sie davon bedroht, von der Lagerleitung abgesetzt und umgebracht zu werden. Aber diesen Handlungsspielraum nutzten sie, um das Leben der anderen Häftlinge im Rahmen ihrer Möglichkeiten möglichst erträglich zu erhalten. Schwerpunkte der Tätigkeit der roten Kapos waren die Abteilungen der so genannten Arbeitsstatistik, des Häftlingskrankenbaus und des Lagerschutzes.
Einen besonderen Stellenwert für die antifaschistische Untergrundarbeit hatte die Häftlingsschreibstube, in der alle Häftlinge erfasst wurden. Hier wurden Listen für die täglichen Appelle geschrieben. Wichtig war es vor allem, das Eindringen von Spitzeln und Verrätern in die illegalen Organisationen der Antifaschisten zu verhindern. Hier, wie auch im Kleinen Lager, in das die Massentransporte zuerst gebracht wurden, überprüften die Häftlinge die Neuzugänge, um sich vor Denunzianten zu schützen. Um dies wirksam tun zu können, rangen die deutschen Häftlinge, vor allem der Kapo Hans Neumeister, der SS die Genehmigung ab, auch ausländische Kameraden in der Schreibstube arbeiten zu lassen. In den letzten Jahren des KZ war die Häftlingsschreibstube international zusammengesetzt.
In der Arbeitsstatistik wurde der Arbeitseinsatz der Häftlinge geplant, dort wurden aber auch Listen erstellt, welche Häftlinge in welches Außenlager sollten. So konnten zum Beispiel gezielt zuverlässige Widerständler in das berüchtigtste Lager Dora-Mittelbau eingeschleust werden. In den Stollen des Lagers konnte kaum ein Häftling länger als sechs Wochen überleben. Dennoch schafften es Häftlinge wie Albert Kuntz, dort eine Widerstandsorganisation aufzubauen, die gezielte Sabotage an den V2-Raketen verübte.
Im Häftlingskrankenbau konnten Häftlinge kurzfristig vor der SS versteckt werden. Manchmal gelang es sogar, dort einen Häftling, dessen Leben unmittelbar bedroht war, für die Akten sterben zu lassen und ihm die Identität eines wirklich Verstorbenen zu geben.
Außerdem überzeugte der Kapo Robert Siewert die SS, polnische Kinder zu Maurern auszubilden, damit die vielfältigen Baumaßnahmen mit geeigneten Fachkräften schneller vorankämen. Damit wurden die Jungen vor dem sicheren Tod gerettet.
Vor der Befreiung des KZs durch die amerikanische Armee konnte der Lagerwiderstand die restlichen SS-Wachmannschaften überwältigen und damit weitere Opfer verhindern. Bereits seit dem 8. April 1945 hatten Häftlinge durch Boykott und Sabotage die Räumung des Lagers behindert und die anrückende 3. US-Armee per Funk um Hilfe gerufen. Durch einen bewaffneten Aufstand übernahmen am 11. April 1945 schließlich die Häftlinge die Leitung des Lagers von der abziehenden SS, nahmen 125 der verbliebenen Bewacher fest, öffneten die Tore und hissten die weiße Fahne.
Bruno Apitz beschreibt in seinem Roman Nackt unter Wölfen (1958) das Leben und Sterben im Lager und den Versuch, sich zu organisieren und Kinder zu verstecken, die der sicheren Vernichtung ausgesetzt waren.
Jorge Semprúns Roman Was für ein schöner Sonntag! (1980/81) ist eine Reflexion und Wertung des Problemes der roten Kapos unter den Bedingungen des KZ, eine Darstellung nicht als heroische Widerstandskämpfer, sondern als Männer, die zu Macht kamen und diese dann ausnutzten und die dennoch vielen geholfen haben. Er setzt sich mit der Heroisierung des Widerstandes und ihrer Nutzung in der späteren DDR-Propaganda auseinander. Er verdeutlicht die Nähe zum Stalinismus und dessen Folgen.

## Internationales Lagerkomitee Buchenwald
Das Internationale Lagerkomitee Buchenwald war ein konspiratives Organ von Häftlingen des Konzentrationslagers Buchenwald.
Mit dem Eintreffen von politischen Häftlingen aus den von Deutschland besetzten Ländern im KZ Buchenwald fanden die deutschen Antifaschisten Kontakte zu den jeweiligen nationalen Gruppen. Daraus entstand im Juli 1943 das Internationale Lagerkomitee (ILK), das unter Leitung des deutschen Kommunisten Walter Bartel als illegales, konspiratives Zentrum der politischen Nazigegner den Widerstand im Lager organisierte. Gründungsort und Treffpunkt des ILK war ein abgeschirmter Raum im Häftlingskrankenbau. Im ILK waren in einem romanischen Sektor und einem slawisch-deutschen Sektor alle großen Nationen vertreten.
Unter ihrer Leitung wurde auch eine Internationale Militärorganisation (IMO) gebildet.

### Mitglieder des illegalen Internationalen Lagerkomitees 1944/45
- Walter Bartel
- Ernst Busse
- Domenico Ciufoli
- Hans Eiden
- Henri Glineur
- Jan Haken
- Květoslav Innemann
- Jan Izydorczyk
- Georg Krausz
- Harry Kuhn
- Henri Manhès
- Marcel Paul
- Otto Roth
- Nikolaj Simakov
- Heinrich Studer
- Rudi Supek
- Walter Vielhauer

### Durch illegales Lagerkomitee gerettete Kinder
Die Namen einiger von hunderten Kindern, die gerettet wurden:
- Robert J. Büchler
- Gert Schramm
- Elie Wiesel (Friedensnobelpreis 1986 für seinen Kampf gegen Unterdrückung, Gewalt und Rassismus)
- Stefan Jerzy Zweig
- Imre Kertész (Literaturnobelpreis 2002)
- Israel Meir Lau (Oberrabbiner der Stadt Tel Aviv sowie ehemaliger aschkenasischer Oberrabbiner des Staates Israel)

## Volksfrontkomitee Buchenwald
Im Konzentrationslager Buchenwald bauten Antifaschisten eine parteiübergreifende Einheitsfront auf. 1944 gelang es, ein illegales deutsches Volksfrontkomitee zu schaffen. Diesem gehörten maßgeblich an:
- Hermann Brill (SPD) als Vorsitzender
- Werner Hilpert (Zentrumspartei, später CDU)
- Benedikt Kautsky
- Ernst Thape (SPD)
- Walter Wolf (KPD)

## Dokumente
Nach der Befreiung des KZ Buchenwald am 11. April 1945 wurden von verschiedenen Gefangenengruppen Resolutionen und Erklärungen erarbeitet:
- eine Erklärung des Volksfrontkomitees aus Sozialdemokraten, Kommunisten und Christen
- das Buchenwalder Manifest von deutschsprechenden Sozialdemokraten und Sozialisten
- eine Entschließung der KP Buchenwald
- die Erklärung der internationalistischen Kommunisten Buchenwalds der Vierten Internationale[6]
- Ausarbeitung eines schulpolitischen Manifestes durch die Erziehungskommission
- zahlreiche Erklärungen und Manifestationen von anderssprachigen ehemaligen Häftlingen
- der Schwur von Buchenwald des Internationalen Lagerkomitees Buchenwald in vielen Sprachen

### Erklärung des Volksfrontkomitees
Am 19. April 1945 auf der Trauerkundgebung des Internationalen Lagerkomitees für die Toten von Buchenwald stellte das Volksfrontkomitee seine Entschließung vor 21.000 Überlebenden dar:
Die nächsten Aufgaben der Volksfront
Die demokratischen Kräfte der ganzen Welt stehen vor dem Sieg über den Nazismus. Die deutschen Antinazisten dürfen stolz darauf sein, unter vielen Opfern und Leiden ihren Teil zu diesem Sieg beigetragen zu haben. Aber noch liegt der furchtbare Gegner nicht zerschmettert am Boden. Die geschichtliche Stunde erfordert vielmehr die Mobilisierung aller antifaschistischen Kräfte, um den blutbefleckten Feind jeder Kultur endgültig niederzuwerfen und jede Wiederholung seiner verbrecherischen Diktatur verhindern zu können. Deshalb fordern wir für den Augenblick:
1. Sofortige Bildung antifaschistischer Volksausschüsse in Stadt und Land.
2. Übernahme der öffentlichen Gewalt durch die Volksausschüsse im Einvernehmen mit den Besatzungsbehörden.
3. Säuberung der Polizei von nazistischen Elementen, Errichtung einer Verteidigungstruppe auf der Grundlage der Miliz gegen Saboteure, Werwölfe und dergleichen.
4. Einstellung jeder Tätigkeit für Hitler, Verhinderung jeder weiteren Zerstörung Deutschlands, Verhinderung jeder Arbeit, jedes Transports, jeder Nachrichtenübermittlung, jeden Kampfes für die Reste des Dritten Reiches durch die Volksausschüsse und ihre Organe.
5. Verhaftung und Überwachung aller nazistischen Elemente, ihre Überstellung an Volksgerichte.
6. Beschlagnahme aller Nazivermögen und Nazibetriebe.
7. Schaffung einer neuen demokratischen Ordnung gegen die Nazis.
8. Organisation eines Reichsausschusses der Antinazisten, Bildung einer republikanischen Volksregierung.
9. Wiederaufnahme der Arbeit in Stadt und Land, ausschließlich zur Versorgung des deutschen Volkes unter menschenwürdigen Bedingungen. Baldiger Wiedereintritt Deutschlands in die Weltwirtschaft, unverzügliche Aufnahme enger ökonomischer Beziehungen zur Sowjetunion als des natürlichen Wirtschaftspartners auf dem europäischen Festlande.
10. Bildung von antifaschistischen Einheitsgewerkschaften.
11. Herausgabe neuer Zeitungen, Zeitschriften, Ausnutzung des Nachrichtendienstes des Rundfunks und aller Bildungseinrichtungen zur Aufklärung des deutschen Volkes über die Verbrechen des Nazismus, über die wirkliche Lage Deutschlands sowie zur Schaffung einer demokratischen öffentlichen Meinung.

Es lebe die Freiheit! Es lebe die deutsche Volksrepublik!

### Schwur von Buchenwald

#### Inhalt

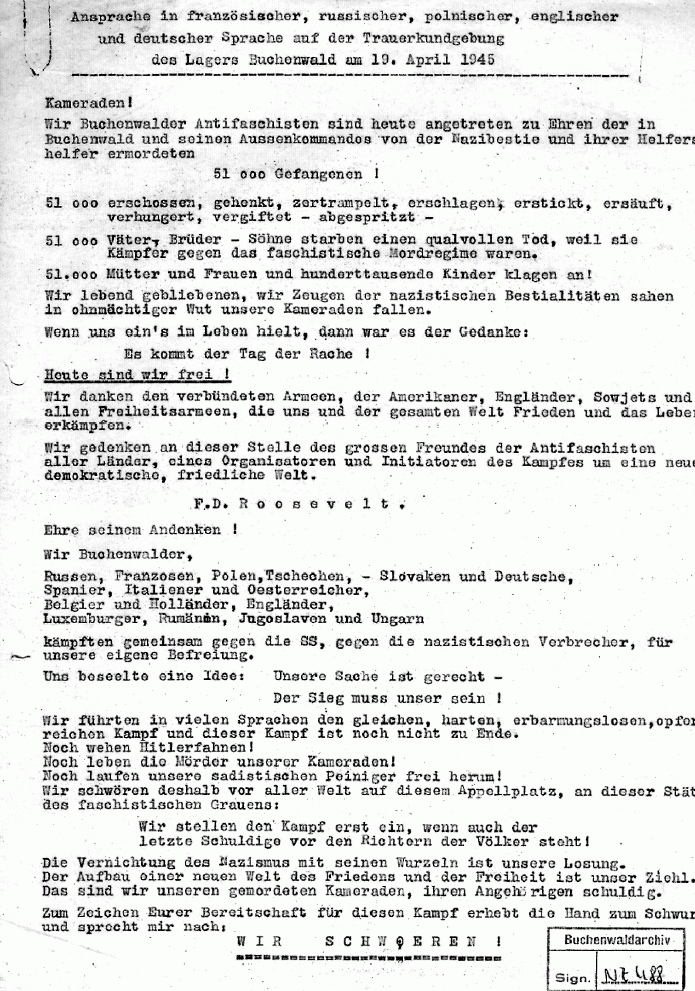
Schwur von Buchenwald

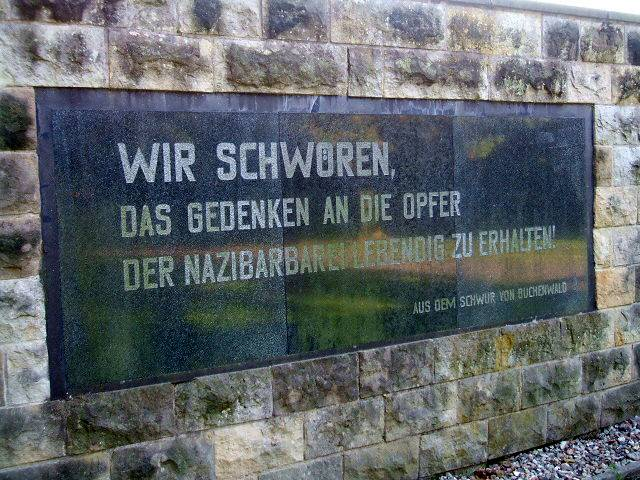
Erinnerung auf dem Stralsunder Zentralfriedhof

Die Kernaussage des Schwures von Buchenwald lautet:

„Wir stellen den Kampf erst ein, wenn auch der letzte Schuldige vor den Richtern der Völker steht. Die Vernichtung des Nazismus mit seinen Wurzeln ist unsere Losung. Der Aufbau einer neuen Welt des Friedens und der Freiheit ist unser Ziel. Das sind wir unseren gemordeten Kameraden und ihren Angehörigen schuldig.“

Nach dem Verlesen des Schwures von Buchenwald erhoben die Häftlinge ihre Arme und sprachen „Wir schwören“.

#### Rezeption
Der Schwur von Buchenwald war für die kommunistischen Widerstandskämpfer ein wichtiges Symbol. Die Rolle der kommunistischen Funktionshäftlinge ist Gegenstand einer kontroversen Debatte, auch weil sie durch die DDR und ihren antifaschistischen Gründungsmythos instrumentalisiert wurde: Indem nicht nur dem „Nazismus“, sondern auch seinen „Wurzeln“ die Vernichtung angekündigt wurde, bezog sich der Schwur auf die im Ostblock verbindliche Faschismustheorie Georgi Dimitroffs („Dimitroff-These“): Danach war der Faschismus „die offene, terroristische Diktatur der reaktionärsten, chauvinistischsten, am meisten imperialistischen Elemente des Finanzkapitals“. Der Schwur von Buchenwald würde also erst dann erfüllt sein, wenn auch in der Bundesrepublik der Kapitalismus überwunden wäre. Insofern verweist der Schwur auf die „gründungsmythische Konkurrenz der beiden deutschen Staaten“. Die Leistungen der kommunistischen Widerstandskämpfer im KZ wurden daher in der DDR einseitig glorifiziert, andere Widerstandskämpfer und das Schicksal der jüdischen Opfer wurden weniger thematisiert.
Viel diskutiert wurde auch die Frage, wie stark die Funktionshäftlinge mit der SS kooperiert haben und wie stark sie dadurch selbst ein Teil der Gewaltherrschaft im Lager wurden.
Bis heute bezieht sich die VVN-BdA in ihrem Selbstverständnis auf den Schwur von Buchenwald.

### Buchenwalder Manifest

#### Inhalt des Buchenwalder Manifests
Das Buchenwalder Manifest für Frieden, Freiheit, Sozialismus wurde am 16. April 1945 nach Überarbeitungen als „Aufruf und Programm der demokratischen Sozialisten vom Buchenwald“ verabschiedet. Im Manifest wird die Vernichtung des Faschismus durch dargelegte Maßnahmen, den Aufbau einer Volksrepublik, Befreiung der Arbeit (z. B. Achtstundentag, Zulassung von Gewerkschaften), Sozialisierung der Wirtschaft, Frieden und Recht durch Wiedergutmachung, Humanität (Freiheit der Bildung und der Künste) und „Sozialistische Einheit“ gefordert.
Das Buchenwalder Manifest hat folgenden Wortlaut:

„Wir haben Gefängnis, Zuchthaus und Konzentrationslager ertragen, weil wir glaubten, auch unter der Diktatur für die Gedanken und Ziele des Sozialismus und für die Erhaltung des Friedens arbeiten zu müssen. In Zuchthaus und Konzentrationslager setzten wir trotz täglicher Bedrohung mit einem elenden Tode unsere konspirative Tätigkeit fort. Durch diesen Kampf ist es uns vergönnt gewesen, menschliche, moralische und geistige Erfahrungen zu sammeln, wie sie in normalen Lebensformen unmöglich sind. Vor dem Schattengesicht der Blutzeugen unserer Weltanschauung, die durch die hitleristischen Henker gestorben sind, wie auch in der besonderen Verantwortung für die Zukunft unserer Kinder, halten wir uns deshalb für berechtigt und verpflichtet, dem deutschen Volke zu sagen, welche Maßnahmen notwendig sind, um Deutschland aus diesem geschichtlich beispiellosen Zusammenbruch zu retten und ihm wieder Achtung und Vertrauen im Rate der Nationen zu verschaffen.
1. Vernichtung des Faschismus
 Solange Faschismus und Militarismus in Deutschland nicht restlos vernichtet sind, wird es keine Ruhe und keinen Frieden bei uns und in der Welt geben. Unsere ersten Anstrengungen müssen darauf gerichtet sein, alle gesellschaftlichen Erscheinungen dieser blutigen Unterdrückung des Lebens für immer zu beseitigen. […]
2. Aufbau der Volksrepublik
 Diese riesenhafte Arbeit kann nur geleistet werden, wenn sich alle antifaschistischen Kräfte zu einem unverbrüchlichen Bündnis zusammenschließen.
 Zuerst sind in allen Orten antifaschistische Volksausschüsse zu bilden, die so bald als möglich durch Heranziehung antifaschistischer Organisationen auf eine urdemokratische Grundlage zu stellen sind.
 Aus diesen Volksausschüssen ist für das ganze Reich ein deutscher Volkskongress zu berufen, der eine Volksregierung einzusetzen und eine Volksvertretung zu wählen hat.
 Die bürgerlichen Freiheiten der Person, des Glaubens, des Denkens, der Rede und Schrift, der Freizügigkeit und des Koalitionsrechts sind sofort wieder herzustellen.
 Die Volksausschüsse haben Gemeinderäte, diese durch Delegierte Kreis- und Landesräte zu wählen. Die Behördenvorstände in Stadt und Land sind neu zu bestellen. Staatskommissare haben die Kontrolle der übrigen Verwaltung zu übernehmen. […]
3. Befreiung der Arbeit
 Aufbau und Führung der Volksrepublik sind nur möglich, wenn die Massen der Werktätigen in Stadt und Land in ihr ihren Staat sehen, ihn bejahen und immer bereit sind, für diesen Staat einzustehen. Sie werden das nur tun, wenn die Volksrepublik die Arbeit aus der unerhörten Ausbeutung und Entrechtung, die die Kapitalistenknechte der NSDAP über sie verhängt haben, befreit und ein menschenwürdiges Dasein aller Arbeitenden schafft und garantiert. Deshalb sind die Sozialpolitik und die Sozialversicherung den Bedürfnissen der Arbeiterschaft entsprechend zu gestalten.
 Der Achtstundentag ist sofort wieder einzuführen und eine weitere Verkürzung der Arbeitszeit vorzubereiten.
 Eine neue Währung, ein von den Lasten der Diktatur bereinigter öffentlicher Haushalt und eine Sozialisierung der Banken und Versicherungsanstalten unter Führung der öffentlichen Bankanstalten sollen die Grundlagen einer gesunden Wirtschaftspolitik schaffen.
 Staatsmonopole für Massenverbrauchsgüter sollen fiskalisch und preisregulierend wirken. […]
4. Friede und Recht
 Wir bekennen uns vor der Welt aus tiefster ehrlicher Überzeugung zu der schuldrechtlichen Verpflichtung der Wiedergutmachung der Schäden, die das deutsche Volk durch den Hitlerismus angerichtet hat. So entschieden wir Kontributionen und Vasallendienste ablehnen, so aufrichtig wollen wir dazu beitragen, dass durch Abtragung einer festbestimmten Wiedergutmachungsschuld eine neue Atmosphäre des Vertrauens zu Deutschland geschaffen wird. […]
 Wir wünschen baldigst in die Weltorganisation des Friedens und der Sicherheit aufgenommen zu werden und besonders als Richter und Partei in der internationalen Gerichtsbarkeit einen Beitrag zu leisten, der von anderen Völkern als wertvoll anerkannt werden soll. […]
5. Humanität
 Dazu brauchen wir einen neuen Geist. Er soll verkörpert werden durch den neuen Typ des deutschen Europäers. Uns kann niemand umerziehen, wenn wir es nicht in Freiheit selbst tun.
 Neue Universitäten, aus den wertvollsten Kräften der Emigration und der inländischen sozialistischen Intelligenz gebildet, sollen uns neue Lehrer schaffen. […]“

Es endet mit folgenden Worten:

„Es lebe das Bündnis aller antifaschistischen Kräfte Deutschlands!

Es lebe ein freies, friedliches, sozialistisches Deutschland!

Es lebe der revolutionäre demokratische Sozialismus!

Es lebe die Internationale der Sozialisten der ganzen Welt!“

#### Mitarbeiter und Unterzeichner
Das Manifest trägt die Unterschriften der sieben Mitglieder des Redaktionskomitees zur Überarbeitung des politischen Programms: Heinz Baumeister (Dortmund), Gottlieb Branz (München), Hermann Brill (Berlin), Benedikt Kautsky, (Wien), Karl Mantler (Wien), Erich Schilling (Leipzig) und Ernst Thape (Magdeburg).
Das Buchenwalder Manifest wurde insgesamt von 42 deutschen und ausländischen demokratischen Sozialisten unterzeichnet:
- Hermann Ahrens (Braunschweig)
- Johann Bauer (Bendorf/Rhein)
- Fritz Barth (Gera)
- Fritz Behr (Weimar)
- August Bergmann (Wien)
- Karl Blumentritt (Pilsen)
- Curt Böhme (Jena)
- Ernst Braun (Saarbrücken)
- Leopold Brünler (Wien)
- Josef Cmajrek (Wien)
- Pierre Diriken (Tongeren/Belgien)
- Anton Gelhard (Bendorf/Rhein)
- Anton Gelhard II (Bendorf/Rhein)
- Rudi Glaß (Braunschweig)
- Ed Goldmann (Wien)
- Richard Hecht (Alfeld/Leine)
- Paul Hildebrandt (Meiningen)
- Rudolf Jungmann (Gera/Thüringen)
- Paul Kämpf (Waltershausen)
- Rudolf Kreus (Johanngeorgenstadt)
- Josef Miltenberger (Saarbrücken)
- Georg Petersdorff (Düsseldorf)
- Hermann Friedrich Pollak (Wien)
- Vaclav Pech (Pilsen)
- Albert Richter (Pössneck)
- Rudolf Rohte (Leipzig)
- Karl Schwabacher (Sollin)
- Fritz Soldmann (Schweinfurt)
- Josef Sonntag (Nürnberg)
- H. Samowitsch o. Sirnowetsch (Berlin)
- Arie Treuerniet (Amsterdam)
- Werner Uckermann (Magdeburg)
- Armin Walter (Riesa)
- Karl Wehner (Küstrin)
- Hermann Windschuh (Zerbst)

### Entschließung der KP Buchenwald
Die illegale KPD im KZ Buchenwald umfasste bei der Befreiung 629 Mitglieder in 22 Bezirksverbänden. Hinzu kamen 111 Kandidaten auf eine Mitgliedschaft. Bei 59 Häftlingen wurde die Mitgliedschaft wegen Nichterfüllung der Parteipflichten nicht anerkannt.
Die Partei begann wieder legal zu arbeiten, und es fand am 22. April 1945 im Konzentrationslager Buchenwald eine Delegiertenversammlung statt, die die Erfahrungen auswertete und Programmpunkte für die Zukunft proklamierte.
In dem Dokument wird Faschismus und Krieg als „Versuch des deutschen Monopolkapitals“ gewertet, „die Wirtschaftskrise mit Mitteln einer brutalen faschistischen Diktatur und eines imperialistischen Krieges zu überwinden“. Dies sollte dem deutschen Monopolkapital eine Vormachtstellung in der Welt sichern. Es folgt eine Beschreibung der Ausgangslage und eine Ableitung für die anstehenden Aufgaben. Die KPD formuliert hier folgenden Satz: „Wir müssen erkennen, daß die Situation in Deutschland noch nicht reif ist zur unmittelbaren Durchführung des Kampfes um die proletarische Diktatur, daß aber unser gegenwärtiger Kampf für eine wahre Volksdemokratie uns dem Sozialismus näher bringt. Unsere Zentralaufgabe ist heute: Massenmobilisierung aller Antifaschisten auf der Grundlage des ‚Nationalkomitees Freies Deutschland‘.“